# Isla Jens Munk
La isla Jens Munk es una de las islas del archipiélago ártico canadiense, una isla costera deshabitada localizada en aguas de la Cuenca Foxe, cerca de la costa occidental de la isla de Baffin. Tiene una superficie de 920 km².
Administrativamente, pertenece a la Región Qikiqtaaluk del territorio autónomo de Nunavut.
La isla fue bautizada en honor del explorador danés Jens Munk que buscaba el Paso del Noroeste en el ártico canadiense en 1619-20.